# Hermann Dyckerhoff
Hermann Friedrich Dyckerhoff (* 10. Februar 1840 in Mannheim; † 24. November 1918 in München) war ein deutscher Unternehmer.

## Leben
Hermann Dyckerhoff war ein Sohn von Wilhelm Gustav Dyckerhoff, dem Gründer der Dyckerhoff AG sowie einem der Gründer des Vorläuferunternehmens der Dywidag. Seine Mutter war Caroline Dyckerhoff geb. Eglinger. Seine Brüder Gustav, Carl, Eugen und Rudolf  waren – der Familientradition folgend – als Unternehmer in der Zementindustrie tätig. Während Rudolf und Gustav die Dyckerhoff-Zementfabrik in Mainz-Amöneburg führten, war Hermann Chef der Mannheimer Zweigniederlassung des Unternehmens Dyckerhoff & Söhne.
Er engagierte sich kommunalpolitisch und war Stadtverordneter in Mannheim. 